# ماربلمونت (واشینگتن)
ماربلمونت (به انگلیسی: Marblemount) یک منطقهٔ مسکونی در ایالات متحده آمریکا است که در شهرستان اسکاگیت، واشینگتن واقع شده‌است. ماربلمونت ۶٫۴ کیلومتر مربع مساحت و ۲۰۳ نفر جمعیت دارد و ۹۶ متر بالاتر از سطح دریا واقع شده‌است.